# Newbéryite
La newbéryite est un minéral composé d'hydrogénophosphate de magnésium trihydraté, de formule MgHPO4·3H2O. Elle est nommée en 1879 par Gerhard vom Rath en l'honneur du géologue, minéralogiste et chimiste industriel australien James Cosmo Newbery (1843-1895) qui l'a découverte en 1879 dans une grotte à Skipton (en), près de Ballarat (Australie).
La newbéryite cristallise dans le système orthorhombique. Elle peut être associée à la magnésite, à l'hannayite (it), la struvite, la biphosphammite (it) et la monétite.
La newbéryite se trouve dans les grottes, formée directement à partir de dépôts de guano. Elle est un composant cristallin rare dans les calculs rénaux.
Newbery était un assistant de Josiah Parsons Cooke à Harvard. Newbery, devenu métallurgiste et consultant minier, a été reconnu expert en amalgamation de l'or.
Cosmo Newbery (en) (ou Yilka) est aussi le nom d'une petite communauté d'Aborigènes d'Australie située dans la région de Goldfields-Esperance en Australie-Occidentale.